# Zolotnik
Uno zolotnik o solotnick (in russo золотник?; abbr.: zol.) fu una piccola unità di misura del peso russa, pari a 0,1505 once avoirdupois, o 4,2658 grammi, o circa 65,83 grani.
Utilizzato dal X al XX secolo, il suo nome deriva dalla parola russa zoloto, che significa oro, ed è correlato anche alla parola giallo.
Come unità di misura, lo zolotnik fu lo standard per la produzione di argento, così come l'oncia troy è attualmente utilizzata per l'oro e altri metalli preziosi.
La libbra russa era divisa in 32 lotti, di 3 solotnick ciascuno, questi in 68 grani.
Successivamente il rapporto fu cambiato in 72 zolotnik per libbra.
Ci sono 96 dolia in un singolo zolotnik.

## Moneta
Questa unità era in origine basata su una moneta con lo stesso nome; lo zolotnik circolò nella Rus' di Kiev fino all'XI secolo, aveva lo stesso peso del solido dell'Impero bizantino.